# Суспільство мая
Суспільство мая — соціально-політична організація в державах цивілізації мая. Їй були властиві жорстка ієрархієзація та наявність певних класів. Представники вищих верств маянського суспільства жили в найпочесніших центральних кварталах міст, у красивих кам'яних палацах чи будинках, носили гарний одяг і прикраси, основний тягар податків лягав на простолюдинів, не мали жодних прав раби.

## Структура
У суспільстві мая існували відмінності між рангом і посадою. За даними ієрогліфічних написів визначено наявність щонайменше три соціальні групи еліти: ahawo'b або «володарі» (цар, царські сини-ч'оок та інші нащадки царів), sahalo'b — «маленькі» (люди), або провінційна еліта і ahk'uhu'no'b — «писарі». Той чи інший ранг належав всім членам знатного роду, водночас посада визнавалася тільки за людиною, яка її обіймала.

### Володарі
Вершину соціальної піраміди увінчував ахав (цар), який уособлював своєю сакральною фігурою усю повноту влади на підконтрольних йому територіях. Царська влада у мая виросла з влади вождів докласичного періоду. Вже в цей час влада вождів мала сакральне обґрунтування, так як всі основні церемоніальні споруди були споруджені поверх колишніх осель общинних лідерів. Претензії на сакральність виражалися в іменах маянських царів. Значна їхня частина описувала аспекти божеств в поєднанні з символами тварин, насамперед ягуарами та крокодилами. Найчастіше в іменах присутні назви богів К'авіль, Іцамхан, Йопат, К'ніч-Ахав і Чаак. Такі імена коротко описували міфи, в яких боги виступають основними героями.
Очільник великих держав звалися кухуль ахавами (священними володарями), яким підкорялися (йахави — «підвладні правителі» невеличких царств). Ахави держав-гегемонів в часи розквіту своїх царств приймали також титули калоомте, щось на кшталт імператора чи цар царів (існували калоомте півночі, півдня, сходу і заходу). У після класичний період на Юкатані ахаву відповідав титул халач-вінік («велика (справжня) людина»). Також до основного титулу додавалися інші, які повинні були підкреслити політичну, сакральну силу і владу ахава, його військові перемоги, зокрема вук-цук («Сім частин» — назва Східного Петена), «баак вайваль» («костяний чаклун»).
Кожен ахав вважався всеосяжним розпорядником в усіх питаннях державного керівництва — від економіки й політики до релігії. Як глава держави він вважався власником усіх земель у країні, як первосвященик місцевого культу — начальствував над жрецтвом і як сакральна фігура найвищого рівня особисто проводив найважливіші церемонії (ритуальної сівби на початку масових землеробських робіт або жертвування крові богам). Ахав розпоряджався усіма ресурсами своєї держави, особисто очолював військо (безпосередньо брав участь у війнах), віддавав накази щодо храмового, палацового та офіціозного будівництва тощо.
Символом державної влади ахава були парадний головна пов'язка (хуун ахав), круглий щиток, скіпетроподібна статуетка бога Кавіля (вручення якої означало сходження особи, що отримувала кавіпь, на престол), а також низка супутніх царських відзнак — балдахін, паланкін (йахавмаан), трон, флейти, барабани, жовте намисто, кігті пуми, голова ягуара, ноги оленів, намисто з мушель, пір'я папуги, пір'я білої чаплі для головних уборів.

### Знать
Наступний щабель в суспільній ієрархії маянського суспільства посідала спадкова знать, серед якої особливе місце належало особам царської крові (ахавобам). Усі вони не платили податків, але служили державі, виконуючи тим самим свій обов'язок перед правителем.
Усі вони деформували методом стискування свої голови (роблячи їх довшими й вужчими), нарощували пластичною масою невідомого походження свої носи, аби мати «шляхетний» орлиний профіль, досягали шляхетної косоокості (задля цього малюкові з самого дитинства підвішували перед носом якусь іграшку, аби він звикав постійно дивитися на неї, доки не розвивалася бажана косоокість), вкривали тіла химерним татуюванням, чітко кодифікованим відповідно до походження і суспільного статусу, підпилювали й інкрустували нефритовими пластинами зуби, проколювали й витягували до плечей мочки вух (для цього до них чіпляли індичі яйця) тощо.
Втім, тут були винятки — у ранній класичний період були впливовою знаттю на території сучасних північного Петена і південного Кампече особи, що носили титул к'ухуль-чатан-вінік («священна людина Чатана»).
Нижче стояла служила знать — ахкухуноб. Це були провінційні намісники (сахалі) з числа місцевої знаті, неродовиті за походженням столичні та провінційні чиновники (писарі, судді, збирачі податків, глави общин і кварталів та ін.), дрібне й середнє жрецтво, професійні солдати, домашні
слуги представників вищих верств суспільства тощо. Вони не могли похвалитися пишними родоводами й знатними предками, а тому не деформували своїх голів і не досягали косоокості. Татуювання на їхніх тілах було значно скромнішим, але їхня служба державі також розцінювалася на кшталт податку, тому ніяких податей вони не платили. Втім, їхня служба не була спадковою, і разом з посадою вони могли втратити всі матеріальні привілеї. Лише наприкінці класичного періоду влада сахалів вже є спадковою, вони стають напівнезалежними правителями.
Особлива ситуація склалася на Юкатані у післякласичний період. Соціальні зміни тут були пов'язані із тольтекським загарбанням. Роди тольтеків-завойовників оформилися в нову аристократичну еліту суспільства — ешь-мехен або альмехени («нащадки матерів і батьків»). Термін означає, що лише тольтеки-переможці мали право додавати до свого власного імені (паапь-каба) ще й родові імена батька й матері, тоді як безправні мая мали додавати до свого паапь-каба тільки прізвисько (коко-каба). Роди ешь-мехен очолювали голови кланів—ах-куч-каб. Нижче їх стояли територіальні управлінці ах-чун-кабіль, общинні старости батаби і сільські старости ах-кулель. В часи кінця післякласичного періоду усі ці посади були спадковими. До складу знаті входили «хольпопи» (holpop — «володар циновки»), що були на кшталт намісників або представників правителя. У невеличких поселеннях його обирали місцеві жителі, а затверджував володар держави.

### Жерці
З огляду на значущість міфології, календаря в життя мая жерці мали потужний вплив, що відбилося в особливому соціальному статусі. Вони були радниками царів, намісників, знаті. З ними радилися також ремісники, торгівці, простолюдини. Жерці вказували час виступу військових загонів і купецьких караванів. Вони стежили за термінами всіх робіт, особливо землеробських, здійснювали обряди, пов'язані з народженням, присвятою, одруженням і смертю мая. Жерцями ставали зазвичай сини самих жерців або ж молодші сини знатних родин
У класичний період відбулося становлення жрецької спеціалізації: жерці, що відповідали за створення «книжок»-кодексів звалися ах-ц'ібами, вище нього стояли ах к'ухун, ах-к'ухуль-ху'н і ах-к'ухуун.
У післякласичний період на юкатані головою жрецької ієрархії був жрець-первосвященик ахав-кан-май («великий повелитель змій») — скорочено ахав-кануль («страж владики»). Він відповідав за культові церемонії, написання хронік і ведення календаря. Він спирався на жрецьку ієрархію чаків (або чіланів — «простертих» жерців-віщунів), накомів (або наконів — «прапороносців», «фахівців» зі жертвопринесень, які водночас виконували в армії функції своєрідних військових капеланів під час війни), храмових служителів ах-кінів та їхніх церемоніальних помічників із числа найповажніших старців нежрецького походження (чакі).

### Вояки
Окремий соціальний статус отримали військовики в післякласичний період. У докласичний та класичний період вони не мали жодного впливу, оскільки військо тоді складалося з членів громади та знаті. У післякласичний період з'являються найманці (ах-кануль) та професійні вояки з огляду на численні війни та їхню жорстокість. На Юкатані запроваджується система хольканів, коли в кожному поселенні мешкали професійні вояки холькани.
Вони займалися лише підготовкою до битв, не сплачували податки, натомість отримували харчі та одяг. Фінансування відбувалося або за рахунок громади чи намісників правителя. В столиці держави утримувалися за власний кошт царя.

### Ремісники і торгівці
Проміжне становище займали у класичних мая представники творчих професій — ремісники (ах-нуєн або іц'aaт) і торговці (ах-полом). Їхня праця не вважалася державною службою, тому ніяких податкових пільг вони не мали. Вважалися простолюдом, хоча матеріально жили трохи краще, аніж прості землероби завдяки більшій престижності й матеріальній привабливості їхніх професій. Це, насамперед, стосувалося ремісників, які працювали в основному на забезпечення потреб владної еліти: ювелірів, скульпторів, художників, різьбярів по дереву та каменю, майстрів, що виготовляли вироби з пір'я (різноманітні плюмажі та елітні тканини). Ремісникам навіть дозволялося інкрустувати свої зуби коштовним нефритом, що свідчило про доволі високий соціальний статус цих людей.
Схожим був статус професійних маянських торговців. Матеріальний стан маянських торговців був набагато вищим, аніж простолюду. Вони мали свої власні ритуали й свята, зовнішні ознаки та символи професійної належності (віяло, загострений посох та ін.), що у жорстко стратифікованому соціумі
класичних мая засвідчувало їхній доволі високий статус у суспільстві. Це пояснювалося тісними контактами торговців з владною елітою суспільства, оскільки серед товарів зовнішнього обміну абсолютну більшість становили предмети розкоші й різноманітні екзотичні вироби та продукти, що мали задовольняти потреби насамперед владної еліти та культових церемоній.

### Простолюд-землероби
Найбільшим станом класичного маянського суспільства були землероби-общинники. Відомі різні назви тих, кого розуміють під загальним поняттям простолюд — ах кум цам, чан, ах кон меніях, ах коль, ахчак нумія, ах накаб, ах коль каб, асмен вінік, ах коль бет, ах нумія, найчастіше — ах пачкаб, яльба вінік або хоян вінік. Це пов'язано з тим, що серед них також було соціальне розшарування, що відбилося у назві. Значення усіх цих термінів майже тотожне — «маленькі», «прості», «бідні», «нещасні», «незаможні», «нижчі люди». Усі вони складали основу громади.
Вони платили на користь влади натуральну ренту-податок (до 2/3 урожаю), жили у примітивних хатинах прямокутної форми (оточ), критих пальмовим листям (шаан), носили грубий одяг з бавовняних чи агавових тканин, виготовлених на примітивних ткацьких верстатах, шили собі сандалі зі шкіри, а, завершивши цикл сільськогосподарських робіт, мали ще відпрацювати на користь держави відробіткову ренту на спорудженні храмів і палаців, мостів і мощених каменем доріг сакбе.
Ховали своїх покійників хоян-вінік також без особливої пишності: закопували їх прямо під підлогою власного будинку, закладаючи в рот небіжчика шматочок коштовного (в маянській системі цінностей) нефриту.

### Раби
Найнижчим прошарком класичного маянського суспільства вважалися раби — пентакоб, пенга або пен. Основним джерелом їхнього постачання був військовий полон (саме слово пен означало «бранець»), хоча у мая існувало також спадкове рабство, боргова кабала, рабство за скоєний злочин, відповідно работоргівля.